# Zöldes tőkegomba
A zöldes tőkegomba (Pholiota gummosa) a harmatgombafélék családjába tartozó, Eurázsiában és Észak-Amerikában honos, lombos fák korhadó törzsén, ágain élő, nem ehető gombafaj. 

## Megjelenése
A zöldes tőkegomba kalapja 2-6 (8) cm széles, alakja eleinte domború, majd széles domborúan kiterül, közepén néha egy kis púppal. Színe halvány szalmasárga, zöldessárga, zöldesokkeres-barnás, koncentrikusan rányomott barnás pikkelyekkel. Zöldes árnyalata inkább csak a fiatal példányokon észrevehető. Felülete nedvesen tapadós. Széle fiatalon behajló és burokmaradványoktól cafrangos lehet. 
Húsa halvány zöldessárgás, a kalapbőr alatt sötétebb sárga. Íze és szaga nem jellegzetes. 
Közepesen sűrű lemezei tönkhöz nőttek. Színük fiatalon halványsárgás, éretten világosbarnák vagy rozsdabarnák. 
Tönkje 3-8 cm magas és 0,5-1 cm vastag. Alakja hengeres, gyakran görbült, belül üreges. Krém- vagy halvány bézsszínű, a tövénél barnásabb. Felszínét a gallérzóna alatt pelyhes-szálas pikkelykék borítják; fölötte sima. 
Spórapora barna. Spórája ellipszoid, sima, mérete 5,5-8 x 3,5-4,5 μm.

### Hasonló fajok
A fakó tőkegomba vagy a tüskés tőkegomba hasonlít hozzá. 

## Elterjedése és termőhelye
Eurázsiában és Észak-Amerikában honos. Magyarországon nem ritka.
Lombos fák korhadó törzsén, maradványain erdőkben él. Májustól novemberig terem. 

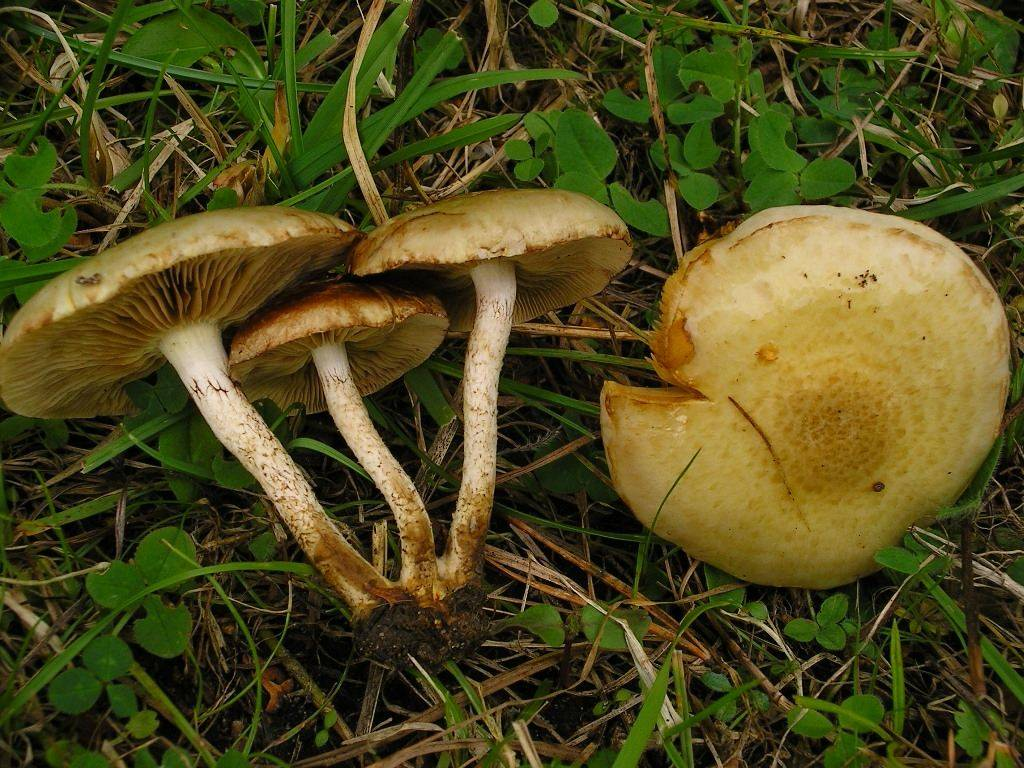
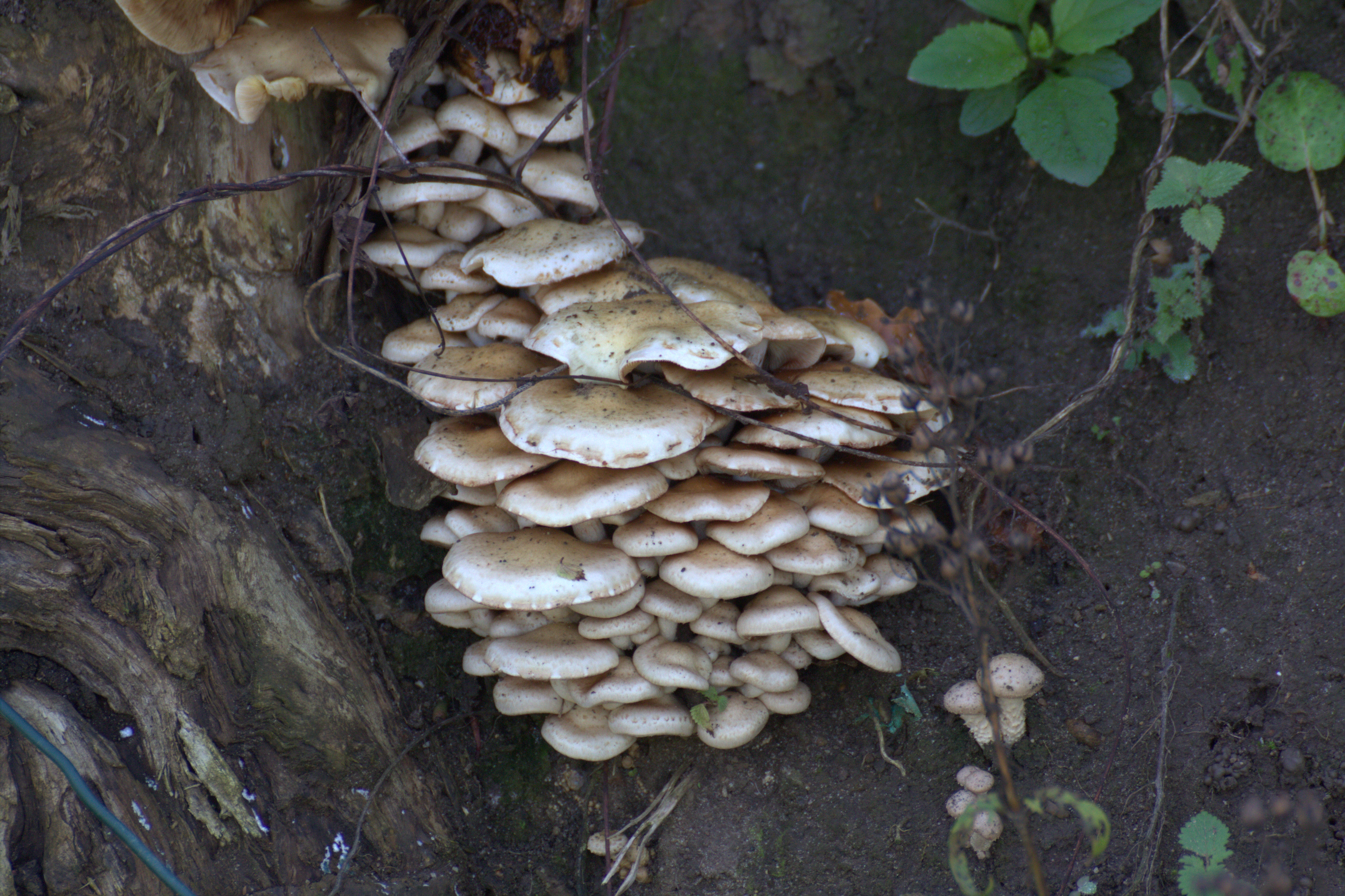
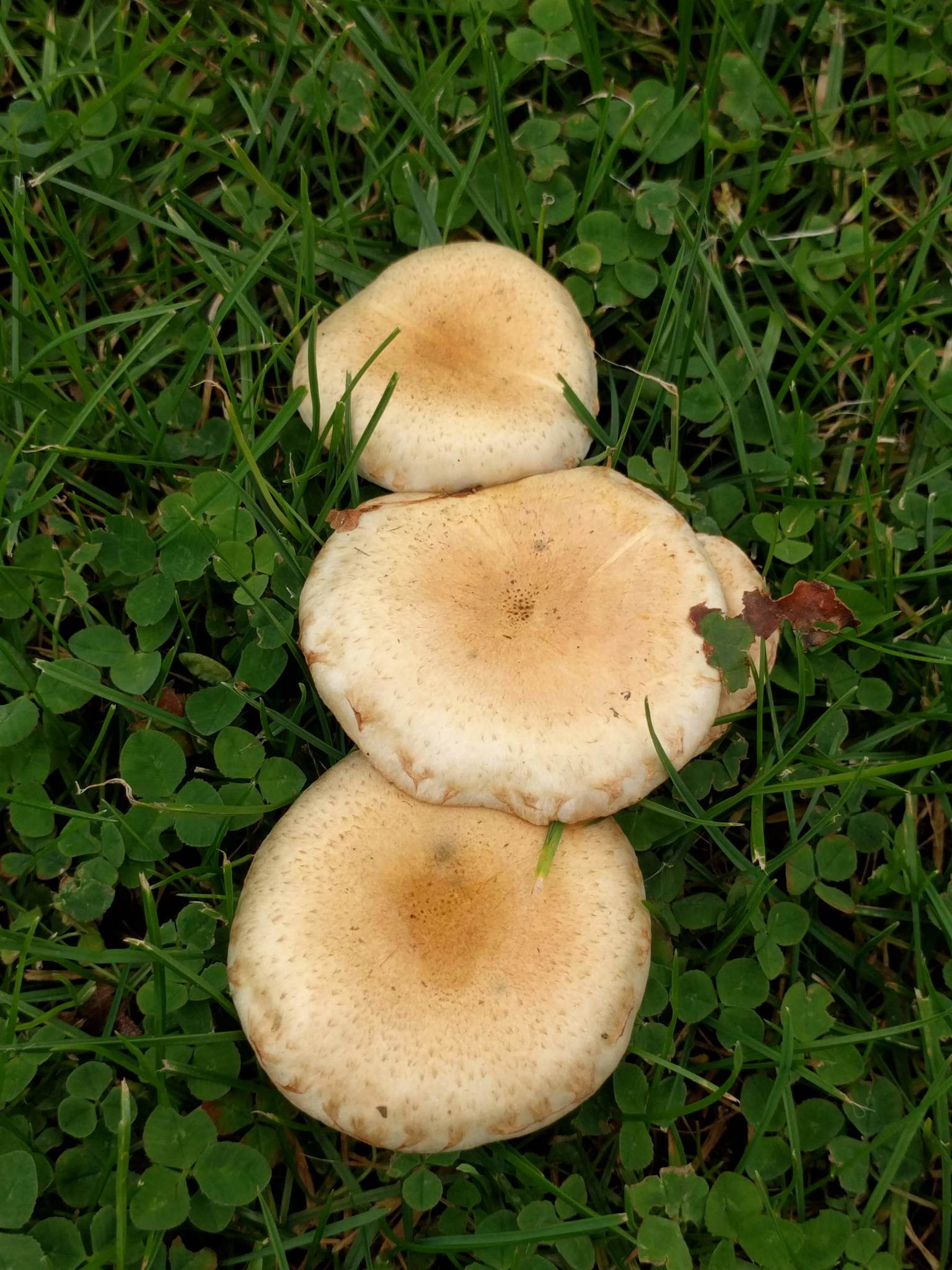
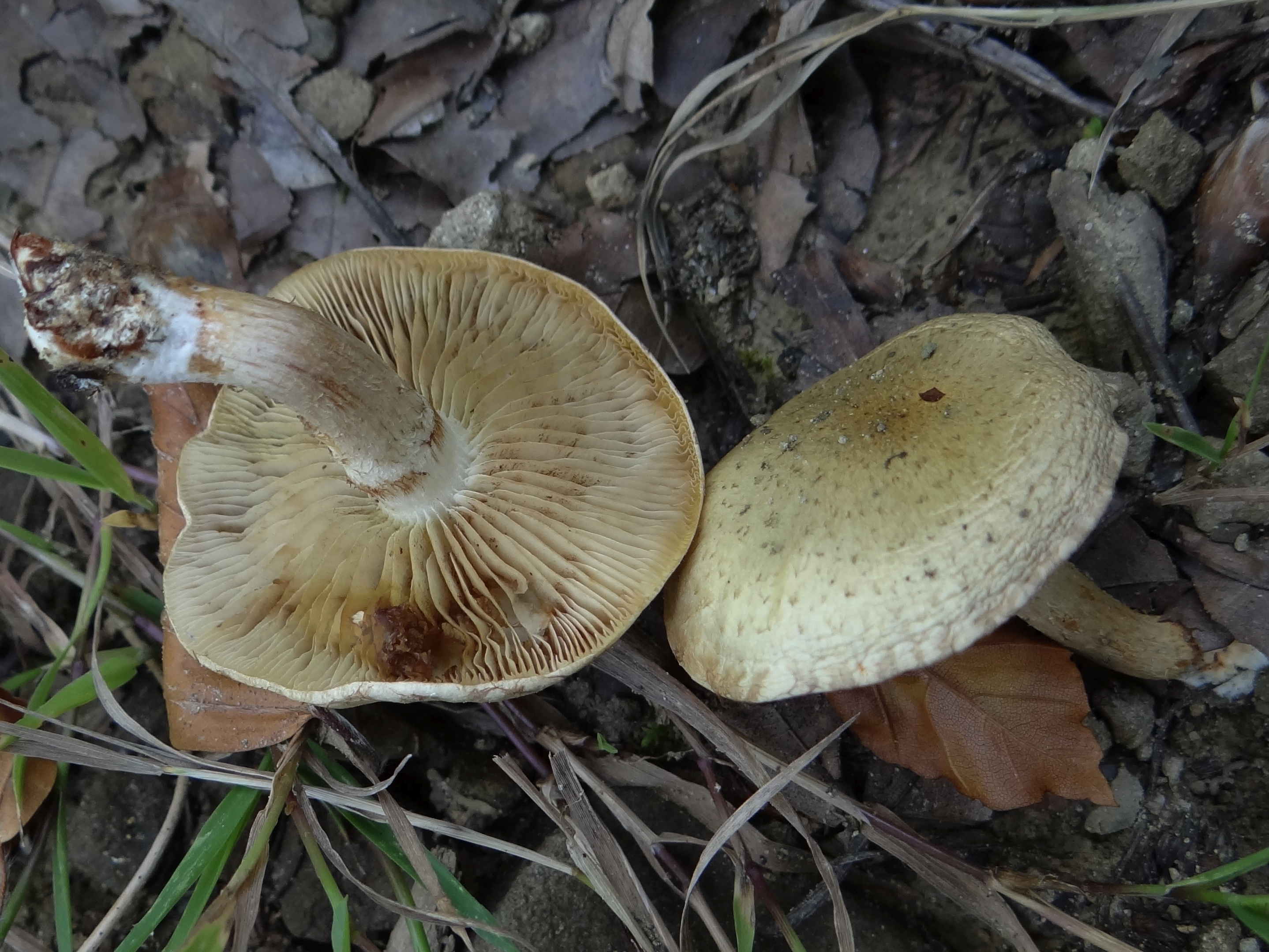
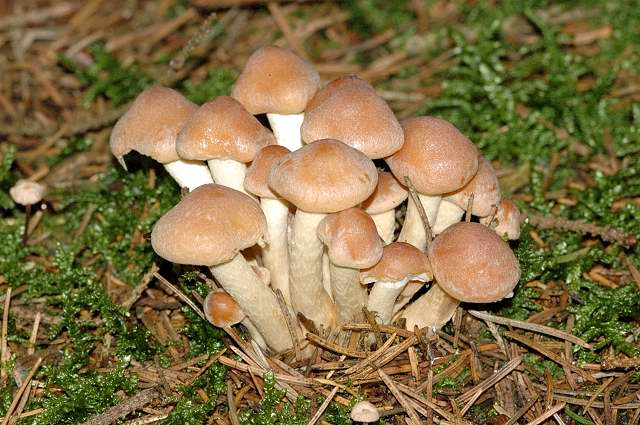

Nem ehető.